# HD 268835
HD 268835 (или R66) (30 SM) — одна из двух звёзд в Большом Магеллановом Облаке (другая звезда это R 126 или HD 37974), у которых космический телескоп NASA Спитцер обнаружил огромные пылевые диски, в которых теоритически могут формироваться планеты.

## Значимость
Обе звезды, HD 268835 и HD 37974 классифицируются как гипергиганты — очень большие и мощные звёзды. Пылевые диски вокруг них удивили астрономов, потому что считалось, что среда вокруг таких звёзд является неподходящей для формирования планет, так как такие звёзды имеют сильный звёздный ветер, который делает образование планет невозможным или затруднительным. «Мы не знаем, могут ли планеты, такие же как и в нашей солнечной системе, сформироваться в высокоэнергичной, динамичной среде этих массивных звёзд, но если бы они могли, их существование было бы коротким и захватывающим» сказал Чарльз Бейхман, астроном NASA из Лаборатории реактивного движения и Калифорнийского технологического института.